# 세계문학
세계문학(world literature)이란 세계의 민족문학의 총체와 작품이 출신국을 넘어 더 넓은 세계로 유통되는 것을 지칭하는 데 사용된다. 과거에는 주로 서유럽 문학의 걸작을 언급했다. 그러나 오늘날 세계 문학은 점점 더 국제적인 맥락에서 보여지고 있다. 이제 독자들은 다양한 번역본을 통해 광범위한 글로벌 작품을 접할 수 있다.
많은 학자들은 작품이 세계 문학으로 간주되는 이유는 작품이 원산지를 넘어 유통되기 때문이라고 주장한다. 예를 들어 데이비드 담로쉬는 "작품은 이중 과정을 통해 세계 문학에 진입한다. 첫째, 문학으로 읽혀지고, 둘째, 언어적, 문화적 기원을 넘어 더 넓은 세계로 유통된다."라고 말한다. 마찬가지로 세계문학학자 벤카트 마니(Venkat Mani)는 문학의 '세계화'가 주로 인쇄문화의 발전에 따라 발생하는 '정보전달'에 의해 이루어진다고 믿는다. 도서관의 등장으로 인해 "저렴한 가격의 책을 인쇄하여 판매하는 출판사와 서점, 이러한 책을 구입하는 문맹 시민, 그리고 이러한 책을 구입할 여유가 없는 사람들에게 공동으로 이러한 책을 제공하는 공공도서관이 도서관의 발전에 매우 중요한 역할을 한다.

## 같이 보기
- 비교 문화 연구
- 비교문학
- 문학사
- 번역
- 월드 뮤직